# Мандрик, Александр Климентьевич
Алекса́ндр Климе́нтьевич Ма́ндрик (1919—1995) — советский и российский поэт и журналист, член Союза писателей СССР (1968).

## Биография
Родился 1 июля 1919 года в селе Или (Илли) Куйтунской волости Нижнеудинского уезда Иркутской губернии Российского государства (ныне Куйтунский район Иркутской области РФ). С 14 лет трудился подсобным рабочим в животноводческом совхозе. Окончил семилетнюю школу крестьянской молодёжи в посёлке Куйтун. В 1936 году по путёвке Куйтунского райкома ВЛКСМ работал избачом (заведующим избой-читальней) Усть-Кадинского сельсовета, затем был техническим секретарём политического отдела совхоза.  В ноябре 1937 года был арестован с другими сотрудниками политотдела и полтора года находился под следствием по подозрению в подготовке вооружённого восстания молодёжи.
После освобождения в январе 1939 года  работал в леспромхозе, являлся рабкором «Восточно-Сибирской правды». В мае 1941 году призван в РККА, служил под Хинганом стрелком 559-го отдельного строительного батальона. В составе 113-й Отдельной стрелковой бригады в 1945 году освобождал Южный Сахалин и Курильские острова (в том числе Кунашир). После демобилизации в сентябре 1946 года поселился в Иркутске, работал корректором, затем литсотрудником в одной из районных газет. В сентябре 1953 году вернулся на остров Кунашир, где стал заведовать промышленным отделом Южно-Курильской районной газеты «На рубеже». По его инициативе при Южно-Курильской районной библиотеке был создан литературный кружок молодых поэтов.
В 1960 году по состоянию здоровья ушёл на пенсию и с августа 1961 по июль 1962 года работал заведующим читальным залом Южно-Курильской библиотеки. Затем переехал с семьёй в Южно-Сахалинск, где работал внештатным литературным консультантом газеты «Советский Сахалин». В 1968 году принят в Союз писателей СССР. В последние годы тяжело болел, полностью потерял зрение. Даже будучи прикованным к постели, продолжал писать стихи и воспоминания (неопубликованные мемуары хранятся в областном архиве). Умер 26 декабря 1995 года.

## Творчество
Работая в животноводческом совхозе в 1936—1937 гг., публиковал в многотиражной газете стихи о своих сверстниках-передовиках, а также стихотворные фельетоны, созданные на основе критических писем читателей. В послевоенные годы писал стихи, которые печатались на страницах газет и журналов, таких как «Советский воин» и «Дальний Восток». После переезда в Сахалинскую область посвящал стихи русским мореплавателям и дальневосточной природе. Писал о службе советских воинов на дальних рубежах Отчизны, о рыбаках, зверобоях. Публиковался в коллективных сборниках «Сахалин», «Голос сердца», «Вехи жизни» и других изданиях. Автор пяти поэтических книг.

### Книги
- Мои Курилы: Стихи. — Южно-Сахалинск: Сахалинское кн. изд-во, 1960. — 39 с. — (Поэты Сахалина). — 2000 экз. (Циклы «Флаг на вулкане», «Горячий источник»)
- Утренние острова: Стихи. — Южно-Сахалинск: Сахалинское кн. изд-во, 1963. — 76 с. — 2000 экз. («С тобой, Россия»; циклы «Дорога к океану», «Заповедный край», «На посту», «В пути»)
- Рассвет над Сахалином: Стихи. — Южно-Сахалинск: Дальневост. кн. изд-во. Сахалин. отд-ние, 1968. — 35 с. — 10 000 экз.
- Сила жизни: Стихи. — Южно-Сахалинск: Дальневост. кн. изд-во. Сахалин. отд-ние, 1973. — 55 с. — 10 000 экз. («Борцам революции»; циклы: «Острова в дозоре», Раздумье)
- Стрежень: Стихи. — Южно-Сахалинск: Дальневост. кн. изд-во. Сахалин. отд-ние, 1980. — 111 с. — 5000 экз. (Циклы «К восходу солнца», «Следы на скале», «Дорога к горизонту»)

- Поход мира / Лесная аптека / Близок срок / Журавли (стихи) // Молодая гвардия. — 1962. — 1 августа (№ 153). — С. 3.
- Полвека на сопке прибрежной... (стихотворение) // Молодая гвардия. — 1962. — 31 декабря (№ 260). — С. 3.
- Обелиск: стихотворение // Советский Сахалин. — 1963. — 13 января (№ 11). — С. 4.
- В островном плену / Имена (стихотворения) // Молодая гвардия. — 1963. — 1 мая (№ 64). — С. 3.
- У истоков музыки: стихотворение // Молодая гвардия. — 1963. — 1 мая (№ 86). — С. 4.
- Мы за всё в ответе: стихотворение // Молодая гвардия. — 1963. — 7 мая (№ 89). — С. 3.
- Заповедный край / Рыбацкие будни (стихотворения) // Советский Сахалин. — 1963. — 12 мая (№ 112). — С. 4.
- Восхождение на высоту: стихотворение // Молодая гвардия. — 1963. — 12 мая (№ 93). — С. 4.
- По следу предков: стихотворение // Советский Сахалин. — 1963. — 19 мая (№ 118). — С. 4.
- Родной остров: стихотворение // Советский Сахалин. — 1963. — 9 июня (№ 136). — С. 4.
- Гость из Лиепаи: стихотворение // Молодая гвардия. — 1963. — 28 июля (№ 148). — С. 3.
- Мне нравится всходить на высоту / В тайге / Путина: стихотворения из книги «Утренние острова» // Молодая гвардия. — 1963. — 4 августа (№ 153). — С. 3.
- Триумфальная арка: стихотворение // Молодая гвардия. — 1963. — 25 августа (№ 168). — С. 4.
- Сейчас на острове наверно...: стихотворение // Молодая гвардия. — 1963. — 27 октября (№ 213). — С. 3.
- Качает ветер за канавой ветки...: стихотворение // Молодая гвардия. — 1963. — 1 декабря (№ 237). — С. 3.
- В строю: стихотворение // Советский Сахалин. — 1964. — 19 января (№ 19). — С. 3.
- Наш город: стихотворение // Советский Сахалин. — 1965. — 31 января (№ 25). — С. 1.
- Глашатай чувств и помыслов народных (Читатели о произведения, выдвинутых на соискание Ленинской премии // Советский Сахалин. — 1964. — 6 февраля (№ 31). — С. 3.
- На прибрежном лове: стихотворение // Советский Сахалин. — 1965. — 14 февраля (№ 31). — С. 3.
- Рассвет над Сахалином: стихотворение // Советский Сахалин. — 1965. — 2 сентября (№ 207). — С. 3.
- Покорение вершины / В курильской тайге: стихотворения // Советский Сахалин. — 1965. — 19 декабря (№ 299). — С. 4.
- Земля и море: стихотворение // Советский Сахалин. — 1966. — 28 августа (№ 204). — С. 4.
- Островной санаторий: стихотворение // Советский Сахалин. — 1966. — 4 сентября (№ 210). — С. 4.
- Чувство открытого моря [о книге стихов М. Финнова] // Советский Сахалин. — 1966. — 3 ноября (№ 259). — С. 4.
- Баллада о пушке: стихотворение // Советский Сахалин. — 1966. — 18 ноября (№ 271). — С. 3.
- В долгу: стихотворение // Советский Сахалин. — 1967. — 15 января (№ 13). — С. 4.
- Поединок / Почему вулкану то и дело... / Скульптура: стихотворения // Советский Сахалин. — 1967. — 26 февраля (№ 49). — С. 3.
- На заставе / Размышления над стихами: стихотворения // Советский Сахалин. — 1967. — 26 марта (№ 72). — С. 3.
- У дали морской на виду: стихотворение // Советский Сахалин. — 1967. — 2 апреля (№ 78). — С. 2.
- На биваке / Вулкан Тятя: стихотворения // Советский Сахалин. — 1967. — 27 июня (№ 149). — С. 4.
- Какая ты земля океанская [о книге Б. С. Дубровина «Океанская земля» // Советский Сахалин. — 1967. — 29 августа (№ 204). — С. 4.
- Ради нескольких строчек... / Курильские парни / Под шум прибоя: стихотворения // Советский Сахалин. — 1968. — 14 января (№ 12). — С. 3.
- По холмской дороге: стихотворение // Советский Сахалин. — 1968. — 28 января (№ 24). — С. 3.
- Назначение: стихотворение // Советский Сахалин. — 1968. — 30 июня (№ 152). — С. 4.
- Родник / Непропуск: стихотворения // Советский Сахалин. — 1968. — 6 ноября (№ 262). — С. 4.
- Сила жизни: стихотворение // Советский Сахалин. — 1968. — 24 ноября (№ 275). — С. 3.
- Борцам революции: стихотворение // Советский Сахалин. — 1968. — 1 декабря (№ 281). — С. 3.
- Жизнь рождает песню / Герой / Шиповник / О! Как люблю я...: стихотворения // Советский Сахалин. — 1969. — 1 июля (№ 153). — С. 4.
- «Пойду к тебе по радуге...» (о книге В. Богданова «Берег Отчизны») // Советский Сахалин. — 1969. — 6 сентября (№ 211). — С. 4.
- Судьба: стихотворение // Советский Сахалин. — 1970. — 1 января (№ 1). — С. 4.
- Рассвет над Сахалином: стихотворение // Огонёк. — 1970. — Февраль (№ 7). — С. 6—7.
- Девятого Мая / Награда: стихотворения // Советский Сахалин. — 1970. — 9 мая (№ 108). — С. 6.
- На границе: стихотворения // Советский Сахалин. — 1970. — 5 июня (№ 113). — С. 3.
- Прохожий / Уводит из города в сказку... / В тайге охотник аккуратен... / Становится приметой бытой...: стихи из цикла «Скалы поют» // Советский Сахалин. — 1970. — 19 сентября (№ 222). — С. 4.
- В редакцию приходит стихи: Обзор произведений начинающих авторов // Советский Сахалин. — 1970. — 22 ноября (№ 277). — С. 4.
- Из новой книги / Фотография: стихотворения // Советский Сахалин. — 1971. — 16 января (№ 13). — С. 4.
- Обелиск: стихотворение // Советский Сахалин. — 1972. — 2 апреля (№ 78). — С. 3.

## Память
Постановлением Администрации МО «Южно-Курильский городской округ» от 23.09.2015 г. №823 имя А. К. Мандрика было присвоено Южно-Курильской центральной
районной библиотеке.

## Награды
- Орден Отечественной войны II степени (06.04.1985)
- Медаль «За победу над Японией» (1945)[3]